# República de Donetsk (organización)
República de Donetsk (en ruso Донецкая республика, Donétskaya Respúblika) es una organización política con sede en Donetsk, capital de la República Popular de Donetsk, al este de Ucrania. Su objetivo es la creación de una "Federación Soberana de Donetsk", que incluiría siete regiones en el este y sur de Ucrania.
El gobierno de ese país, por su parte, la ha calificado como una organización terrorista.

## Historia

### Inicios
El movimiento fue fundado el 6 de diciembre de 2005 como organización local por Andrei Purgin, Alexander Tsurkan y Oleh Frolov, y el 9 de diciembre, con el apoyo de Hennadiy Prytkov, como organización regional. El principal objetivo del grupo era conceder a las regiones orientales de Ucrania un estatus especial.  En sus inicios, sus mítines asistían unas 30 - 50 personas. 
Entre el 17 y el 22 de noviembre de 2006, sus activistas llevaron a cabo protestas en Donetsk y recogieron firmas a favor de la creación de una República de Donetsk. Sin embargo, sus actividades no recibieron el apoyo de políticos prorrusos como Víktor Yanukóvich.
A principios de 2007, representantes de la organización llevaron a cabo un número de actividades en varias ciudades de Ucrania Oriental para dar a conocer sus ideas de separatismo y la federalización del país.
El Tribunal Regional Administrativo de Donetsk ilegalizó el grupo en noviembre de 2007, por motivos de separatismo. Sin embargo, pese a la ilegalización, continuaron realizando mítines.

### Actualidad
El líder del grupo, Andrei Purgin, fue arrestado por el Servicio de Seguridad de Ucrania durante las protestas prorrusas en Ucrania de 2014.
Tras la proclamación en 2014 de la República Popular de Donetsk, la organización se convirtió en un movimiento predominante en las instituciones del autoproclamado nuevo estado. Así, el propio expresidente Alexánder Zajárchenko era miembro de República de Donetsk hasta su asesinato.